# Zofia Kuratowska
Zofia Kuratowska (20 tháng 7 năm 1931 - 8 tháng 6 năm 1999) là bác sĩ, chính trị gia và nhà ngoại giao người Ba Lan gốc Do Thái.

## Cuộc đời và sự nghiệp
Cha của bà là Kazimierz Kuratowski, ông là một nhà toán học từng làm việc tại Trường Toán Warszawa. Kuratowska tham gia Khởi nghĩa Warszawa trong Thế chiến thứ hai. Sau khi chiến tranh kết thúc, bà theo học chuyên ngành huyết học tại Đại học Y Warszawa. Vào thập niên 1980, bà tham gia Công đoàn Đoàn kết và chăm sóc sức khỏe cho Công đoàn.
Trong thời gian ở Công đoàn Đoàn kết, bà đã chăm sóc hơn 1.000 tù nhân chính trị, và xuất bản các tạp chí ngầm mô tả điều kiện sống thiếu thốn. Trong thời kỳ dịch HIV/AIDS hoành hành (thập niên 1980), chính phủ đương thời làm việc với Kuratowska để ngăn chặn sự lây lan của virus mặc dù bà ở trong danh sách đen liên quan đến chính trị. Năm 1989, bà tham gia Hiệp định Bàn tròn Ba Lan, và từ đó tranh cử vào Thượng viện trong cuộc bầu cử dân chủ đầu tiên. Bà đã giành chiến thắng với 82,5% phiếu bầu. Trong nhiệm kỳ đầu tiên, bà được chọn làm Phó Thống chế Thượng viện. Trong thời gian này, bà cũng tham gia điều hành Phòng khám Huyết học tại Trường Y Warszawa.
Kuratowska tiếp tục được bầu vào Thượng viện năm 1991 vào năm 1993. Bà làm việc trong Ủy ban về các vấn đề xã hội và sức khỏe và Ủy ban đối ngoại. Sau khi kết thúc nhiệm kỳ vào năm 1997, bà được đề cử làm Đại sứ Ba Lan tại Cộng hòa Nam Phi. Bà ở lại nơi đây cho đến qua đời vào năm 1999.

## Vinh danh
- 3 huân chương Tái thiết Ba Lan (Order of Polonia Restituta, 1987)[7][8][9]